# Rainmaker
Se Regnmakaren för andra betydelser
Rainmaker är en låt och singel av den engelska heavy metal-gruppen Iron Maiden. Det är deras andra singel från albumet Dance of Death efter Wildest Dreams, släppt den 24 november, 2003. Låten är skriven av bandets basist, Steve Harris, en av gitarristerna, Dave Murray och deras sångare Bruce Dickinson. Som Wildest Dreams så hade den här singeln en bild från bandets musikvideo till låten. Med till singeln fanns även en dubbelsidig affisch. 
Låten är en typisk "Dave Murray låt" och texten är lätt att minnas. Låten har dock inget att göra med boken med samma namn (sv. Regnmakaren) från 1995 av författaren John Grisham. Låten är istället en allegori över livet där en öken representerar människans existens. När det regnar i ökenlandskap så förändras landskapet mycket snabbt tack vare att växtligheten kommer fram. Regnet betyder alltså i den här låten en stor del, när det regnar så förändras våra liv och vi blir mer glada. Men vem är det som kan starta regnet men som inte gör det, undrar texten i låten, vilket förblir ett mysterium.
B-sidan hade med låtarna Dance of Death i en orkester version. Flera ändringar gjordes för att lägga på ett mer orkester-sound.  Den andra B-sidan är som på singeln Wildest Dreams när bandet jammar. Bruce rappar lite och bandet lirar. 
Singeln släpptes även som Wildest Dreams i en dvd-version. Med fanns videon till Rainmaker, The Wicker Man (live) och Children of the Damned (live) som spelades in 2002 under en stödkonsert åt Clive Burr MS Trust Fond.  Med fanns även bilder från när bandet spelade in videon till Rainmaker

## Låtlista cd-singel
1. Rainmaker (Murray, Harris, Dickinson)
2. Dance Of Death (orchestral version) (Gers, Harris)
3. More Tea Vicar (Dickinson, Gers, Harris, McBrain, Murray, Smith)

## Låtlista dvd-singel
1. Rainmaker (video)  (Murray, Harris, Dickinson)
2. The Wicker Man (live) (Smith, Harris, Dickinson)
3. Children Of The Damned (live) (Harris)
4. Rainmaker Video – The Making Of

## Banduppsättning
- Bruce Dickinson - sång
- Janick Gers - gitarr
- Dave Murray - gitarr
- Adrian Smith - gitarr
- Steve Harris - bas
- Nicko McBrain - trummor